# Niedernwöhren
Niedernwöhren település Németországban, azon belül Alsó-Szászország tartományban. Lakosainak száma 1999 fő (2023. december 31.).

## Népesség
A település népességének változása:
| Lakosok száma | 1978 | 2045 | 2030 | 2034 | 2016 | 2008 | 1999 |
|               | 2015 | 2016 | 2017 | 2019 | 2021 | 2022 | 2023 |